# Белорусская ССР. Краткая энциклопедия
Белорусская ССР. Краткая энциклопедия (бел. Беларуская ССР. Кароткая Энцыклапедыя) — энциклопедическое издание в 5 томах, выпущенное в Минске в 1978—1981 годах на белорусском и в 1979—1982 годах на русском языках. Первое в истории Беларуси многотомное региональное энциклопедическое издание, полностью посвященное белорусской тематике. Включает 15 700 энциклопедических статей. Выпущена издательством «Белорусская энциклопедия имени Петруся Бровки».
Содержание томов:
1. сведения об истории, общественном и государственном устройстве Беларуси, включая её административно-территориальное деление, населенные пункты, международные связи и прочее;
2. сведения о природе и экономике Беларуси, истории народного хозяйства, новейшие направления белорусской промышленности и сельскохозяйственного производства;
3. сведения о науке и научных учреждениях, технике и технологиях, народном просвещении и культурно-просветительских учреждениях республики, печати, телевидении, радиовещании, здравоохранении, физкультуре и спорте;
4. сведения о населении, его быте, языке, литературе, искусстве, архитектуре;
5. биографический справочник: персоналии белорусских государственных и общественных деятелей, героев войны и труда, известных ученых, писателей, художников, скульпторов, спортсменов и прочее[1].